# Daniele Pecci
Daniele Pecci (Roma, 23 maggio 1970) è un attore italiano.

## Biografia
Nel 1988 consegue la maturità magistrale.
Debutta nel 1990 in teatro, dove lavora quasi ininterrottamente - qualche volta anche come regista - fino alla prima metà degli anni 2000, quando diventa molto popolare grazie alle fiction Il bello delle donne (2002-2003) e soprattutto Orgoglio (2004-2006).
Sempre per la televisione, nel 2005 è nel cast internazionale di San Pietro e Giovanni Paolo II, mentre nel 2007 è tra i protagonisti di Eravamo solo mille, tutte fiction trasmesse da Rai Uno. 
Nel 2008 ritorna su Canale 5 nelle fiction L'ultimo padrino e Crimini bianchi, mentre nel 2009 debutta al cinema con il film Fortapàsc di Marco Risi, cui segue nel 2010 Mine vaganti di Ferzan Özpetek.
Dal 2021 al 2023 è protagonista, con il ruolo di Cesare Corvara, nella fiction Cuori, al fianco di Pilar Fogliati e Matteo Martari.

### Vita privata
Nell'agosto 2008 ha un figlio, Francesco, nato dalla relazione con Barbara Bonanni. Nel giugno 2016 diventa padre per la seconda volta di una bambina, Viola, nata dalla relazione con l'attrice Anita Caprioli.

## Filmografia

### Cinema
- Appuntamento a ora insolita, regia di Stefano Coletta (2008)
- Fortapàsc, regia di Marco Risi (2009)
- Mine vaganti, regia di Ferzan Özpetek (2010)
- The Tourist, regia di Florian Henckel von Donnersmarck (2010)
- Manuale d'amore 3, regia di Giovanni Veronesi (2011)
- Maternity Blues, regia di Fabrizio Cattani (2011)
- Io sono Babbo Natale, regia di Edoardo Falcone (2021)

### Televisione
- Deserto di fuoco, regia di Enzo G. Castellari – miniserie TV (1997)
- Da cosa nasce cosa, regia di Andrea Manni – film TV (1998)
- Il bello delle donne – serie TV, 6 episodi (2002-2003)
- San Pietro, regia di Giulio Base – miniserie TV (2005)
- Giovanni Paolo II, regia di John Kent Harrison – miniserie TV (2005)
- Orgoglio – serie TV, 39 episodi (2004-2006)
- I figli strappati, regia di Massimo Spano – miniserie TV, 2 episodi (2006)
- Eravamo solo mille, regia di Stefano Reali – miniserie TV (2007)
- L'ultimo padrino, regia di Marco Risi – miniserie TV (2008)
- Crimini bianchi – serie TV, 12 episodi (2008-2009)
- Tutta la verità, regia di Cinzia TH Torrini – miniserie TV (2009)
- Dove la trovi una come me?, regia di Giorgio Capitani – miniserie TV (2011)
- 6 passi nel giallo – serie TV, episodio 1x04 (2012)
- Sposami, regia di Umberto Marino – miniserie TV (2012)
- Purché finisca bene - Una coppia modello, regia di Fabrizio Costa – film TV (2014)
- I misteri di Laura – serie TV (2015)
- Come fai sbagli – serie TV (2016)
- I Medici - Nel nome della famiglia (Medici: The Magnificent) – serie TV, episodi 3x04-3x06 (2019)
- Cuori – serie TV, 26 episodi (2021-2023)
- Hotel Portofino – serie TV (2022-in corso)
- Le indagini di Lolita Lobosco – serie TV (2024-in corso)

## Teatro
- Come vi piace (2011)
- Scene da un matrimonio (2010-2012)
- Kramer contro Kramer (2010-2012)
- Edipo re (2013)
- L'ultima notte di Scolacium (2014)
- Amleto (2014-2016)
- Medea (2015)
- Enrico V (2017)
- Il fu Mattia Pascal (2018)
- Un tram che si chiama desiderio (2019)
- Divagazioni e Delizie (2023)

## Premi e riconoscimenti
- Premio Flaiano sezione teatro[2]
  - 2020 - Premio per l'interpretazione in Un tram che si chiama desiderio